# Орел-чубань
Орел-чуба́нь (Spizaetus) — рід яструбоподібних птахів родини яструбових (Accipitridae). Представники цього роду мешкають в Мексиці, Центральній і Південній Америці.

## Опис
Орли-чубані — це хижі птахи середнього і великого розміру, середня довжина яких становить 51–80 см, розмах крил 110–166 см, вага 750–1632 г. Самиці є більшими і важчими за самців, однак забарвленням не вирізняються. Верхня частина тіла у них переважно коричнева, нижня частина тіла бліда, на голові характерний чуб. Орли-чубані живуть в тропічних лісах, гніздяться на деревах. Вони живляться ссавцями дрібного і середнього розміру, птахами і плазунами. 

## Види
Виділяють чотири види:
- Орел-чубань чорний (Spizaetus tyrannus)
- Орел строкатий (Spizaetus melanoleucus)
- Орел-чубань рудошиїй (Spizaetus ornatus)
- Орел Ісідори (Spizaetus isidori)[11]

Низку видів, яких раніше відносили до роду Spizaetus, за результатами молекулярно-філогенетичного дослідження були переведені до відновленого роду Nisaetus.

## Етимологія
Наукова назва роду Leucopternis походить від сполучення слів дав.-гр. λευκος — білий і πτερνις — яструб.